# Faktorenkrankheit
Als Faktorenkrankheit bezeichnet man Erkrankungen, die sich nicht genau einer Ursache zuordnen lassen, sondern für deren Auftreten mehrere begünstigende Begleitumstände erforderlich sind. Faktorenkrankheiten spielen vor allem bei Tieren in der intensiven Landwirtschaft eine Rolle.
Bei infektiös bedingten Faktorenkrankheiten reicht die krankheitsauslösende Kraft (Pathogenität) des Krankheitserregers allein nicht aus, es sind meist überall vorhandene Keime. Es bedarf weiterer Komponenten, die zur Schwächung des Immunsystems führen. Dies können andere Infektionen, Stress, Mängel in den Haltungsbedingungen (Stallklima, Schadstoffbelastung der Luft, hohe Tierdichte, Zugluft, mangelhafte Reinigung und Desinfektion), sehr hohe Produktionsleistungen (Milchleistung, Fleischansatz), Fütterungsmängel und genetische Faktoren sein. Beispiele für Faktorenkrankheiten sind die Enzootische Pneumonie der Schweine oder die Enzootische Bronchopneumonie der Rinder.
Faktorenkrankheiten können auch nichtinfektiöser Natur sein wie beispielsweise die Labmagenverlagerung oder die Ellbogendysplasie.